# Sachem

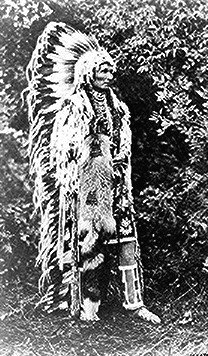
El Sachem

El Sachem és el cap suprem entre la tribu indígena algonquina i altres tribus del Nord-est Americà.
Segons el Capità John Smith, un conqueridor del segle xvii, que va explorar Anglaterra (1614) les tribus de Massachusetts van dir als seus reis “Sachems", mentre que els Penobscots (de Maine) van utilitzar “Sagamos”, que significa lord subordinat. I com que aquests dos mots són variants del mateix dialecte, es diu que signifiquen el mateix: lord o senyor subordinat.